# Tú Vi
Lê Tú Vi, thường được biết đến với nghệ danh Tú Vi (sinh ngày 27 tháng 1 năm 1986), là một nữ diễn viên kiêm ca sĩ kiêm MC người Việt Nam.

## Sự nghiệp
Tú Vi là gương mặt quen thuộc đối với khán giả yêu phim truyền hình phía Nam qua các bộ phim như: Đâu Phải Chia Ly, Cổng Mặt Trời, Vị Yêu và tham gia các chương trình truyền hình của Đài Truyền hình Thành phố Hồ Chí Minh (HTV). Đối với khán giả phim truyền hình phía Bắc, cô cũng được biết đến qua vai diễn trong bộ phim Trang Trại Hoa Hồng. Năm 2014, cô tham gia phim điện ảnh Quả Tim Máu của đạo diễn Victor Vũ.
Ngoài đóng phim, Tú Vi còn hoạt động âm nhạc, cô đã cho ra mắt một bản pop ballad mang tên "Định Mệnh Nào Cho Em", sáng tác bởi nhạc sĩ Dương Khắc Linh.

## Danh sách phim

### Truyền hình
| Năm  | Tựa phim                 | Vai diễn          | Đạo diễn                      | Kênh       | Nguồn |
| ---- | ------------------------ | ----------------- | ----------------------------- | ---------- | ----- |
| 2006 | Ngọc Lý                  |                   | Tâm Huệ Sơn                   | THVL1      |       |
| 2007 | Gọi giấc mơ về           | Vân               | Xuân Cường                    | HTV7       |       |
| 2008 | Cô gái xấu xí            | Thanh Trúc        | Nguyễn Minh Chung             | VTV3       |       |
| 2008 | Toà án công lý           | Thu               | Huỳnh Ngọc Điền               | TodayTV    |       |
| 2008 | Đồng hồ cát              | Loo               | Xuân Phước                    | Let’s Viet |       |
| 2009 | Đâu phải chia ly         | Thương            | Lê Hùng Phương                | HTV9       |       |
| 2009 | Ngõ vắng                 | Ngọc              | Nguyễn Dương                  | Let’s Viet |       |
| 2010 | Cổng mặt trời            | Trà               | Nguyễn Dương                  | HTV7       |       |
| 2010 | Vị yêu                   | Hương             | Xuân Phước                    | HTV7       |       |
| 2010 | 30 ngày làm cha          | Tuệ Mẫn           | Nguyễn Dương                  | Let’s Viet |       |
| 2011 | Ai cũng có tết           | Tuyền             | Nguyễn Phương Điền            | VTV1       |       |
| 2011 | Một thời ta đuổi bóng    | Trúc              | Trương Dũng                   | HTV7       |       |
| 2012 | Thời gian để yêu         | Hương             | Nhâm Minh Hiền                | HTV7       |       |
| 2013 | Mưa đầu mùa              | Gia Linh          | Lê Hùng Phương                | VTV9       |       |
| 2013 | Yêu trong thù hận        | Tiểu Ngọc         | Quách Khoa Nam                | HTV7       |       |
| 2013 | Bí mật anh và em         | Thu Sương         | Nhâm Minh Hiền                | HTV7       |       |
| 2014 | Bếp hát                  | Katy Mộc Miên     | Phan Gia Nhật Linh & Danny Đỗ | VTV3       |       |
| 2014 | Đối thủ                  | Nam An            | Nguyễn Tiến Dũng              | SCTV14     |       |
| 2014 | Như giọt sương ngủ muộn  | Sương             | Dương Nam Quan                | Let’s Viet |       |
| 2014 | Bóng giang hồ            | Sỹ Phương         | Lâm Lê Dũng                   | THVL1      |       |
| 2014 | Đi qua mùa gió           | Trang Nhung       | Nguyễn Duy Võ Ngọc            | SCTV14     |       |
| 2014 | Hàng xóm                 | Quỳnh Anh         | Quốc Thuận                    | VTV9       |       |
| 2015 | Đôi mắt bồ câu           | Tuệ Minh          | Nguyễn Dương                  | VTV1       |       |
| 2017 | Glee Vietnam             | Hạ Vi             | Nguyễn Phan Quang Bình        | Danet      |       |
| 2018 | Trang trại hoa hồng      | Diệu Thành        | Dương Nam Quan                | VTV1       |       |
| 2020 | Gạo nếp gạo tẻ 2         | Minh Hiếu         | Nguyễn Hoàng Anh              | HTV2       |       |
| 2020 | Trói buộc yêu thương     | Thanh             | Lê Hùng Phương                | VTV3       |       |
| 2022 | Thanh xuân mãi cháy      | Tú                | Trần Nam Duy                  |            |       |
| 2022 | Anh yêu em được bao lâu? | Thái An           | Lý Khắc Lynh                  | VTV9       |       |
| 2022 | Hồ sơ tội ác             | Tuyết Dung        | Dũng Nghệ                     | SCTV14     |       |
| 2023 | Thử thách cuộc đời       | Yến               | Trương Dũng                   | THVL1      |       |
| 2024 | Màu của tình yêu         | Cô giáo Bích Hồng | Quách Khoa Nam                | THVL1      |       |
| 2025 | Mặt trời lạnh            | Mai Ly            | Lê Hùng Phương                | VTV3       |       |

### Điện ảnh
| Năm  | Tựa phim                    | Vai diễn               | Đạo diễn           | Nguồn |
| ---- | --------------------------- | ---------------------- | ------------------ | ----- |
| 2014 | Quả Tim Máu                 | Phương                 | Victor Vũ          |       |
| 2016 | Vòng Eo 56                  | Chị gái của Ngọc Trinh | Vũ Ngọc Đãng       |       |
| 2016 | Tik Tak Anh Yêu Em          | My                     | Trần Ka My         |       |
| 2017 | Cô Gái Đến Từ Hôm Qua       | Mẹ của Tiểu Li         | Phan Gia Nhật Linh |       |
| 2017 | Đời Cho Ta Bao Lần Đôi Mươi | Bích Châu              | Lê Văn Anh         | [ 5 ] |
| 2017 | Khi Con Là Nhà              | Cô gái lượm ve chai    | Vũ Ngọc Đãng       |       |

### Chiếu mạng
| Năm  | Tựa phim            | Vai diễn | Đạo diễn   |
| ---- | ------------------- | -------- | ---------- |
| 2015 | Kế hoạch cua trai   | Vi       | Toàn Huỳnh |
| 2019 | Ai Là Người Thứ Ba? | Tiểu Lam | Luk Vân    |
| 2024 | Dâu Hào Môn         | Linh     |            |

## Âm nhạc
- Mình Mãi Bên Nhau (OST Vẫn Có Em Bên Đời) (với Văn Anh)
- Mong Lời Yêu (với Hồng Nhung)
- Định Mệnh Nào Cho Em
- Như Là Cơn Gió Qua
- Chuyện Tình Không Suy Tư
- Giấc Mơ Của Tôi
- Nụ Cười Và Những Giấc Mơ (OST Bếp Hát) (với Văn Anh)
- Katy (OST Bếp Hát) (với Văn Anh, Yaya Trương Nhi)
- Nếu xa nhau (với Văn Anh)
- Định Mệnh Anh Và Em (với Văn Anh)
- Bài Ca Tình yêu
- Lặng Thầm Một Tình Yêu (OST Bếp Hát) (với Lam Trường)
- Con Gái (OST Bếp Hát) (với Lam Trường, Anh Tài, Yaya Trương Nhi, Quang Đăng)
- Một Tình Yêu (OST Bếp Hát) (với Lam Trường, Trà My Idol, Lân Nhã, Will, Yaya Trương Nhi, Văn Anh, Quang Đăng)
- Soup Tình Yêu (OST Bếp Hát) (với Lam Trường)
- Thật Thà Cho Một Tình Yêu (OST Bếp Hát) (với Lam Trường, Văn Anh)
- Yêu Thương Mong Manh (OST Bếp Hát) (với Lam Trường)
- Anh Nghĩ Chỉ Có Đôi Ta (OST Bếp Hát) (với Lam Trường)
- Bỏ Lại Tôi Hoang Vu (OST Bếp Hát) (với Lam Trường, Văn Anh, Yaya Trương Nhi)
- Cấp Cứu (OST Bếp Hát) (với Lam Trường, Lân Nhã, Annie Huỳnh Anh, Quang Đăng)
- Chuyện Gì Đang Xảy Ra? (OST Bếp Hát) (với NSƯT Thành Lộc, Lam Trường, Lân Nhã, Anh Tài, Yaya Trương Nhi, Quang Đăng)
- Chuyện Tình Tay Ba Kỳ Lạ (OST Bếp Hát) (với Văn Anh, Annie Huỳnh Anh)
- Dưới Áp Lực (OST Bếp Hát) (với NSƯT Thành Lộc, Lam Trường, Will, Trà My Idol, Lân Nhã, Anh Tài, Văn Anh, Yaya Trương Nhi, Quang Đăng)
- Đừng Ép Tôi (OST Bếp Hát) (với Yaya Trương Nhi)
- Everybody Hurts (OST Bếp Hát) (với NSƯT Thành Lộc, Lam Trường, Lều Phương Anh, Lân Nhã, Trà My Idol, Diệp Lâm Anh, Dũng Hà, Anh Tài, Mi Lan, Annie Huỳnh Anh)
- Free Your Mind (OST Bếp Hát) (với Minh Thuận, Will, Lân Nhã, Anh Tài, Văn Anh, Yaya Trương Nhi, Quang Đăng)
- Giáng Sinh Năm Trước (OST Bếp Hát) (với NSƯT Thành Lộc, Lam Trường, Lân Nhã, Trà My Idol, Yaya Trương Nhi)
- Không Thể Nào Đủ (OST Bếp Hát) (với NSƯT Thành Lộc, Will, Lều Phương Anh, Diệp Lâm Anh, Dũng Hà, Anh Tài, Văn Anh, Yaya Trương Nhi, Mi Lan, Annie Huỳnh Anh)
- Lý Do (OST Bếp Hát) (với Lam Trường, Văn Anh)
- Mỗi Hơi Thở Của Em (OST Bếp Hát) (với Lam Trường, Trà My Idol, Văn Anh, Yaya Trương Nhi)
- Muộn Phiền (OST Bếp Hát) (với NSƯT Thành Lộc)
- Nobody (OST Bếp Hát) (với Đức Tuấn, Lân Nhã, Diệp Lâm Anh, Văn Anh, Anh Tài, Yaya Trương Nhi, Mi Lan, Quang Đăng)
- Nóng Và Lạnh (Hot N Cold) (OST Bếp Hát) (với Lam Trường)
- Nơi Đây Vắng Anh (OST Bếp Hát) (với Văn Anh)
- Ôi Trời Ơi (OST Bếp Hát) (với Lân Nhã, Diệp Lâm Anh, Dũng Hà, Văn Anh, Yaya Trương Nhi, Annie Huỳnh Anh, Mi Lan, Quang Đăng)
- Sắc Màu Thật (OST Bếp Hát) (với Lam Trường)
- Thét Lên (OST Bếp Hát) (với Lam Trường)
- Tíc Tắc Khuya (OST Bếp Hát) (với Trà My Idol, Văn Anh)
- Tiếng Trống Dập Dồn (OST Bếp Hát) (với Lam Trường, Trà My Idol, Diệp Lâm Anh, Dũng Hà, Mi Lan, Annie Huỳnh Anh)
- Yêu Nữ (OST Bếp Hát) (với Will, Trà My Idol, Lân Nhã, Dũng Hà, Văn Anh, Quang Đăng)
- Giăng Câu (với Hòa Hiệp, Kha Ly, Nguyễn Lê Bá Thắng, Lương Thế Thành, Nguyệt Ánh)
- Bước Qua Mùa Cô Đơn (với Văn Anh)
- Em Gái Mưa

## Chương trình truyền hình
- Người đi xuyên tường - VTV3 (2015)
- Nhanh như chớp  -  HTV7 (2020, 2021) (Mùa 1 + Mùa 2) (người chơi)
- Ký ức vui vẻ - VTV3 (2019)
- Gà đẻ trứng vàng - VTV3 (2020)
- Ai là bậc thầy chính hiệu? - VTV3 (2019) (người chơi khách mời của đội Những Kẻ Khờ Mộng Mơ (với Lê Văn Anh))
- Lạ lắm à nha - VTV3 (2021) (người chơi tập 5 + khách mời bí ẩn của Kha Ly tập 11)
- Cao thủ đối đầu tranh thủ - VTV3 (2023) (người chơi)
- Chị đẹp đạp gió rẽ sóng - VTV3 (2023 – 24) (người chơi)

## Cuộc sống cá nhân
Cô và nhạc sĩ kiêm diễn viên Văn Anh (sinh năm 1984) quen nhau khi đang đóng phim "Bếp hát" (2014). Tháng 11 năm 2015, Tú Vi cùng Văn Anh làm lễ kết hôn. Tháng 4 năm 2018, cô và Văn Anh có một bé gái tên là Cún.